# Dècada del 1170

## Esdeveniments
- Fes supera a Constantinoble en població
- Assassinat de Thomas Becket
- El Concili de Laterà condemna el catarisme com a heretgia i crea els primers guetos de jueus

## Personatges destacats
- Thomas Becket
- Chrétien de Troyes
- Maimònides
- Saladí